# Schaetzel
Schaetzel (auch Schaetzell oder Schätzel) ist
I.) ein in Pommern und in Brandenburg begütertes Adelsgeschlecht, welches später auch in Westpreußen zu finden war.
II.) ein altes, in Ostpreußen reich begütert gewesenes Adelsgeschlecht, welches vermutlich mit dem Deutschen Orden nach Preußen gekommen ist und seinen Ursprung nach ihren Angaben in Bayern hat.

## Herkunft
I.) Urkundlich waren die von Schaetzel 1740 zu Verbitz, ein Dorf mit Rittergut zu damaliger Zeit 1½ Meilen nordwestlich von Potsdam im Osthavelland gelegen. Im Jahre 1772 war die Familie zu Kantow bei Ruppin und zu Döberitz, ab 1770 zu Naulin bei Pyritz und zu Pitzervitz bei Soldin zu finden.
Im Land Lebus sind sie 1777 zu Petersdorf bei Briesen ansässig, anderen Quellen nach bereits 1771, als der Gutsbesitz von Georg Christian Friedrich von Strantz erworben wurde. Im Jahre 1804 zu Mellenthin bei Soldin, 1805 in Westpreußen zu Klausdorf (heute Kłębowiec) im Landkreis Deutsch Krone und noch bis 1837 zu Naulin.
- Carl Heinrich von Schaetzel, königlich preußischer Oberst und Kommandeur des Garde du Corps, starb 1780 als Herr auf Döberitz und Verbitz im Havelland.
- Die Anfang des 19. Jahrhunderts bekannte Theaterkünstlerin Julie Schick war die Witwe des soldiner Landrats Karl Friedrich Ludwig von Schaetzel. Die gemeinsame Tochter Pauline von Schätzel wurde in Berlin als Sängerin berühmt und heiratete den Geheimen Oberhofbuchdrucker Rudolf Ludwig Decker in Berlin. Ihr Bruder Hermann von Schaetzel wurde preußischer Generalmajor.
- In Berlin lebte 1837 der königlich preußische Oberstleutnant von Schaetzel, ehemaliger Kommandeur eines Kürassierregiments. Aus seiner Linie stammt auch der anhalt-bernburgische Staatsminister Maximilian Theodor von Schätzell (1804–1879) und weitere hoch angesehene Persönlichkeiten der damaligen Zeit.

II.) Die von Schaetzel waren urkundlich noch 1702 zu Groß Rosinsko bei Goldapp, 1724 zu Bredienen bei Sensburg, 1727 zu Maratken und waren 1752 zu Rakowen im Kreis Johannsburg zu finden. Ab 1805 in Westpreußen zu Klausdorf (heute Kłębowiec) im Landkreis Deutsch Krone begütert. Zu dieser Familie gehörte der am 28. April 1803 verstorbene königlich preußische Generalmajor Fabian von Schätzel.
In den Adelsbeschreibungen unterscheidet man die gleichnamigen Geschlechter nicht genau.

## Wappen
I.) Ein auf schwarzem Grund befindlicher geflügelter Greif, es gibt auch die Variante des in einer aufsteigenden Spitze sich befindenden Greif, über ihm zu beiden Seiten je eine Traube.
II.) Ein auf rotem Grund befindlicher silberner Löwe.

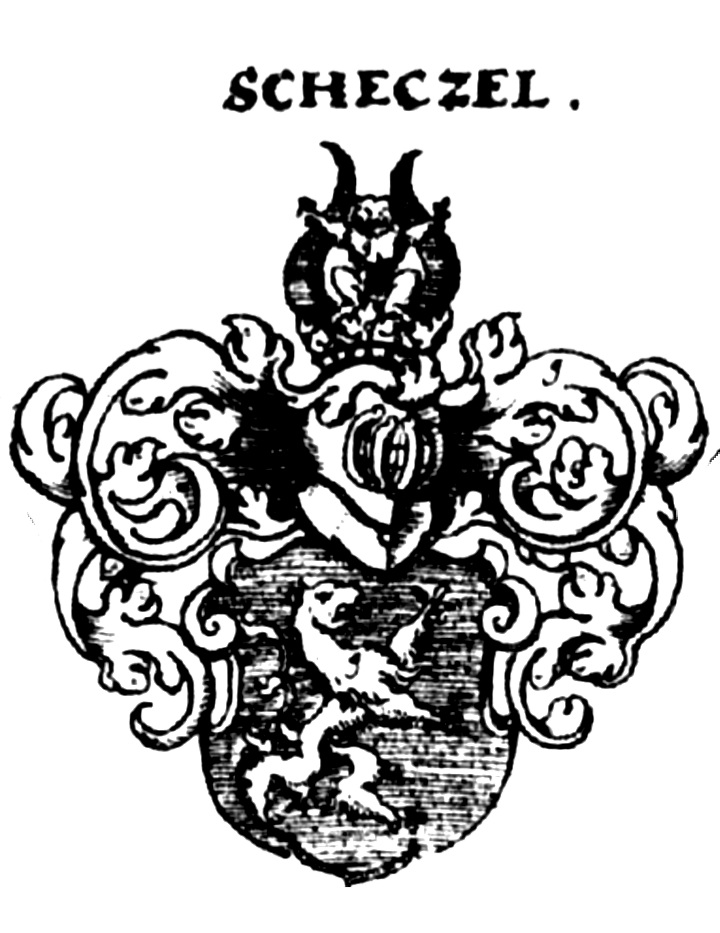
Wappen der bayerischen Scheczel (Schetzel)
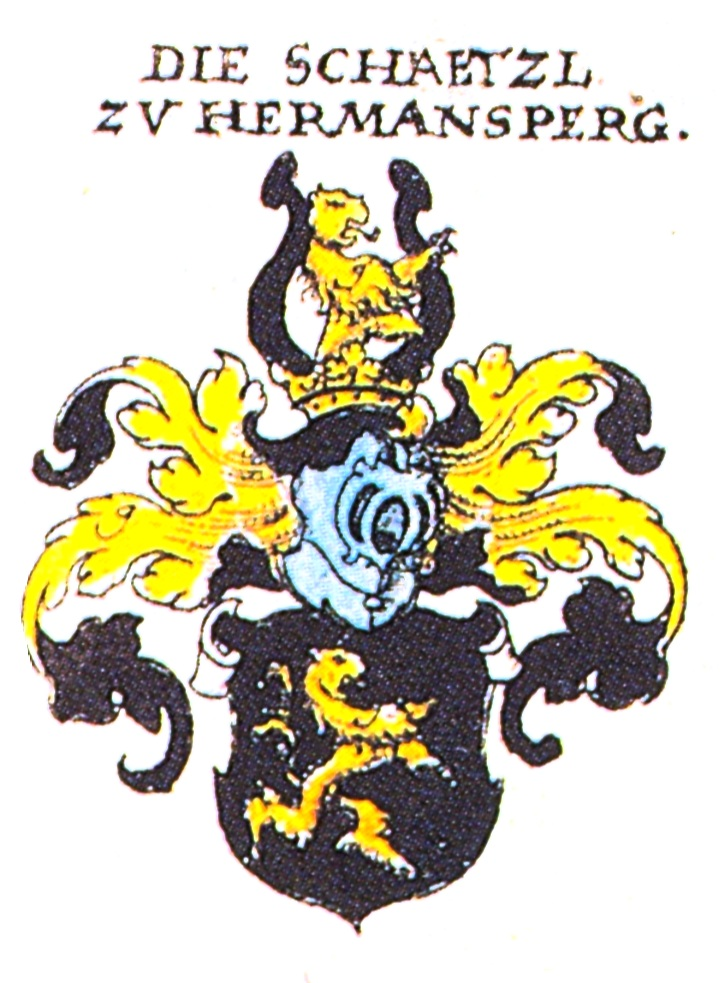
Wappen der bayerischen Schaetzl zu Hermansperg
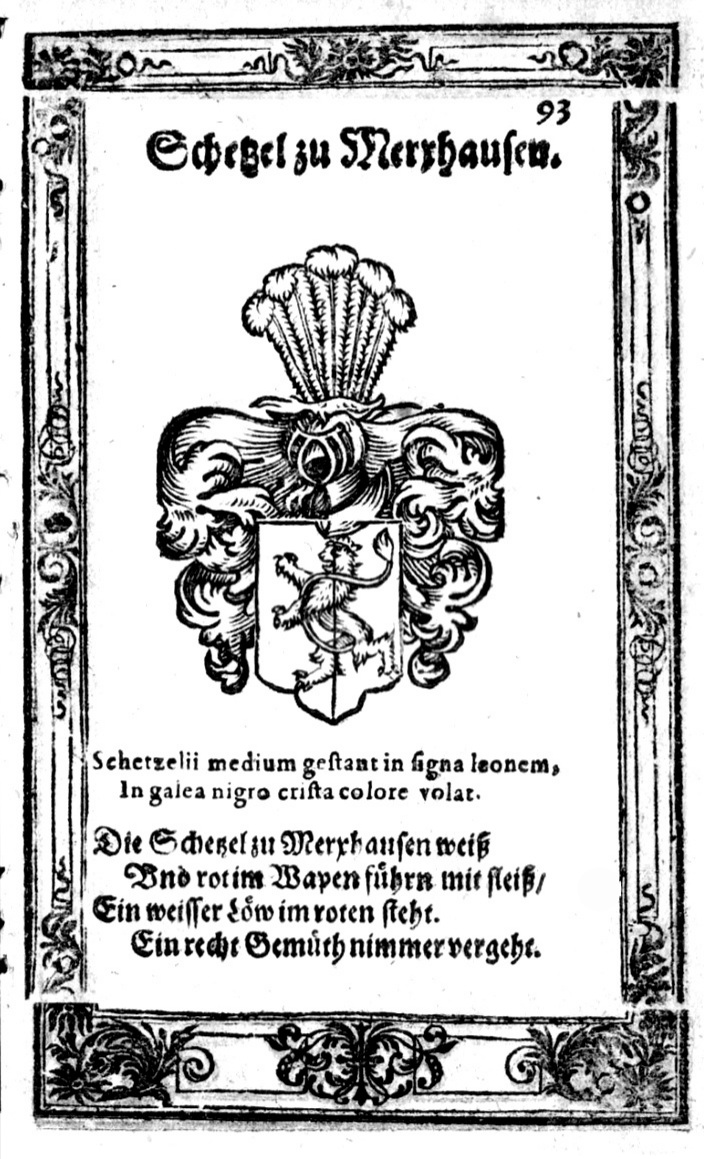
Wappen der hessischen Schetzel zu Merxhausen: „ein weisser Löw im roten steht“
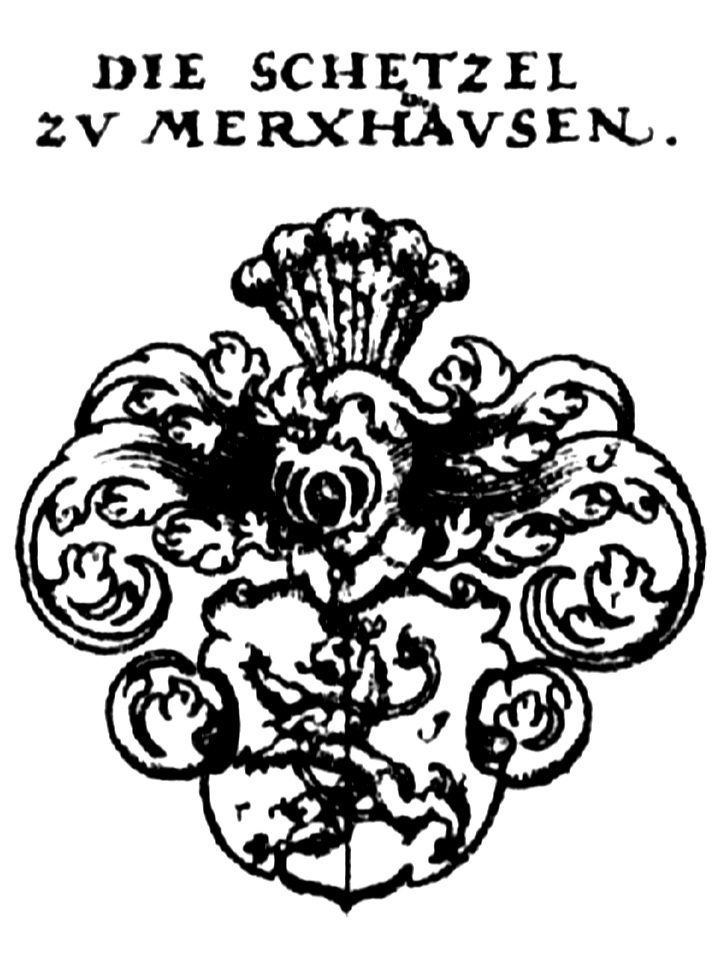
Wappen der hessischen Schetzel zu Merxhausen
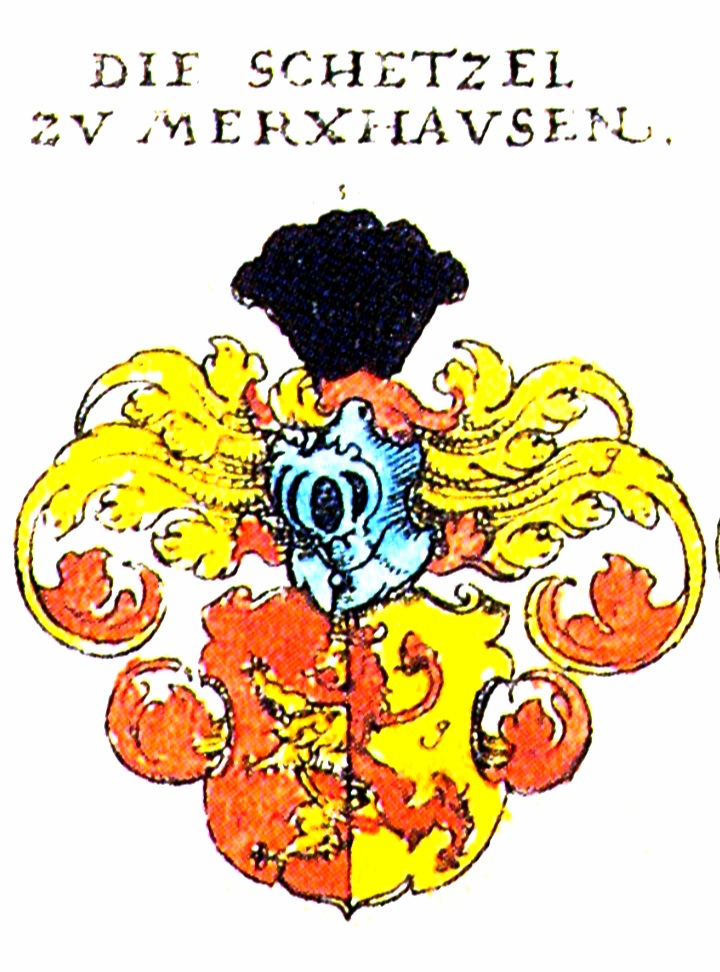
Wappen der hessischen Schetzel zu Merxhausen
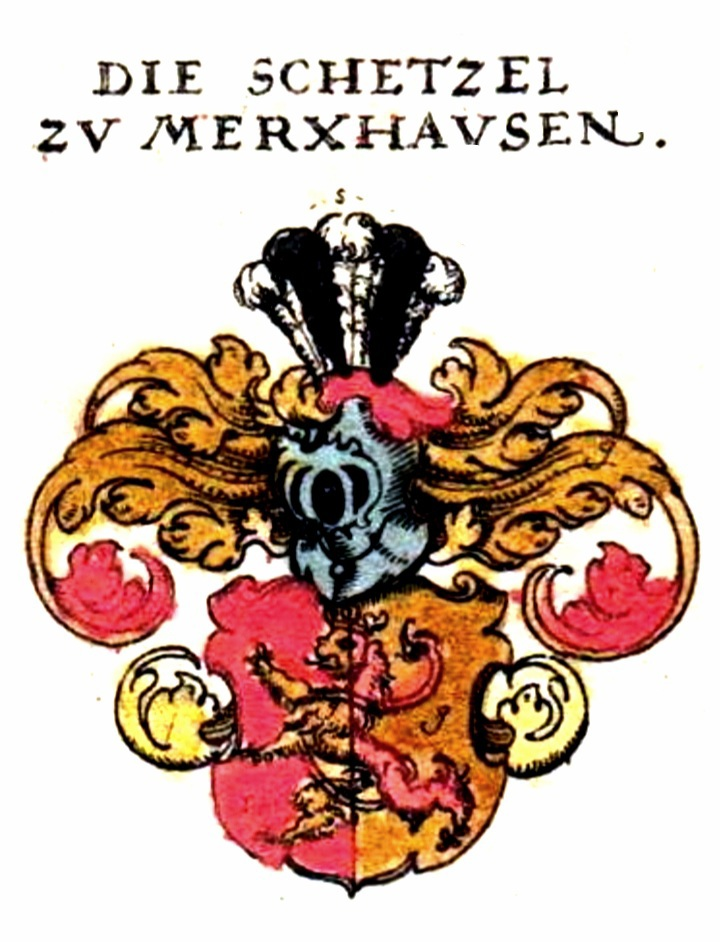
Wappen der hessischen Schetzel zu Merxhausen (Variante)